# Taibon Agordino
Taibon Agordino är en ort och kommun i provinsen Belluno i regionen Veneto i Italien. Kommunen hade 1 745 invånare (2018).